# Lotfi Ayari
Lotfi Ayari – tunezyjski zapaśnik walczący w stylu klasycznym. Srebrny medalista mistrzostw Afryki w 1993 roku.